# Klubi Sportiv Ada Velipojë (femminile)
Il Klubi Sportiv Ada Velipojë è stata una squadra di calcio femminile albanese di Velipojë, facente parte, a livello societario, dell'omonimo club maschile. Detiene il record di essere stata la prima squadra albanese a disputare la UEFA Women's Champions League.

## Storia recente
Prima di iniziare la stagione 2013/14, la squadra viene smantellata e la maggior parte dell'organico passa alla squadra del Vllaznia, che a fine stagione vincerà il titolo e la coppa nazionale.

## Palmarès
- Campionato albanese: 3

2010-2011, 2011-2012, 2012-2013
- Coppa d'Albania: 1

2010-2011

## Risultati nelle competizioni UEFA
| Stagione | Competizione     | Fase                     | Avversario         | Risultato | Risultato | Risultato |
| Stagione | Competizione     | Fase                     | Avversario         | andata    | ritorno   | aggregato |
| -------- | ---------------- | ------------------------ | ------------------ | --------- | --------- | --------- |
| 2011-12  | Champions League | gironi di qualificazione | PK-35 Vantaa       | 0-10      | 0-10      | 0-10      |
| 2011-12  | Champions League | gironi di qualificazione | Unia Racibórz      | 0-8       | 0-8       | 0-8       |
| 2011-12  | Champions League | gironi di qualificazione | Slovan Bratislava  | 0-16      | 0-16      | 0-16      |
| 2012-13  | Champions League | gironi di qualificazione | Žytlobud-1 Charkiv | 1-14      | 1-14      | 1-14      |
| 2012-13  | Champions League | gironi di qualificazione | Apollon Limassol   | 0-21      | 0-21      | 0-21      |
| 2012-13  | Champions League | gironi di qualificazione | KÍ Klaksvík        | 1-11      | 1-11      | 1-11      |
| 2013-14  | Champions League | gironi di qualificazione | Bobruichanka       | 1-3       | 1-3       | 1-3       |
| 2013-14  | Champions League | gironi di qualificazione | Unia Racibórz      | 0–7       | 0–7       | 0–7       |
| 2013-14  | Champions League | gironi di qualificazione | Pomurje            | 0-13      | 0-13      | 0-13      |